# أربيان كليل
أربيان كليل (الاسم العلمي: Anthemis retusa) هو نوع نباتي يتبع جنس الأربيان من الفصيلة النجمية.

## الموئل والانتشار
الانتشار والموئل في المغرب العربي.